# 安吉拉·沃茲尼亞克
安吉拉·M·沃茲尼亞克（英語：Angela M. Wozniak；1987年3月11日—），是一名美國政治人物，為纽约州众议院第一百四十三選區（包含奇克托瓦加、兰开斯特和迪皮尤）在2014年11月選出的代表眾議員。
沃茲尼亞克是現時唯一及繼羅斯瑪麗·R·岡寧與查爾斯·耶扎貝克（Charles Jerabek）後第三名紐約州保守黨籍纽约州众议員，並加入共和黨黨團運作。
2016年5月，她宣布不會在下屆纽约州众议院選舉中尋求連任。